# Horisme flavofasciata
Horisme flavofasciata là một loài bướm đêm trong họ Geometridae.